# 吳政哲
吳政哲（1985年2月2日—2021年7月19日），高雄人，台灣社會工作者、兒少權利倡議者。曾任台灣少年權益與福利促進聯盟督導、行政院青年諮詢委員會青年諮詢委員。長期投入兒少議題，包含兒童權利公約落實、青年公共參與、培力，以及「下修投票年齡」的議題。

## 生平概略
吳政哲從小在高雄長大，父親是六堆的客家人，但在吳政哲出生時即已移居高雄市區。
2000年暑假，吳政哲與爸媽前往嘉義大林慈濟醫院幫忙後，在瑞祥高中高一下學期決定投向慈濟，轉學到慈濟大學附中就讀，成為慈中第一屆畢業生。高中期間，吳政哲曾擔任慈少社及手語社社長，並長期擔任慈濟醫院志工，2003年獲得保德信青少年志工菁英獎，在頒獎典禮會場，他感受到年輕人的力量，後來受邀參與「2004年青少年政策白皮書論壇」，在論壇上吳政哲發言提到：「用一個未來公民的角度來培育青少年是當務之急的事」。
慈濟讓吳政哲萌生「為青少年爭取權益」的志業。參與慈濟的十三個年頭成為吳政哲反思與成長的重要來源。2012年，吳政哲受證為慈濟的慈誠委員。
吳政哲上了大學，也加入大葉大學慈青社。大三時認識了葉大華，吳政哲開始在台灣少年權益與福利促進聯盟（簡稱「台少盟」）的工讀工作，也因為參與了一系列青少年政策的行動，促使吳政哲決定進入學術殿堂、走入社會學的訓練。
2008年，吳政哲進入世新大學社會心理所就讀，持續參與該校慈青社，也因台少盟位在古亭，他同時也會參與台師大慈青社的活動。
2012年，吳政哲正式成為台少盟的職員，同時忙著研究所的課業。2013年7月，取得碩士學位。後來，基於對基督信仰的興趣，加上投入社會學的思辨，吳政哲進入了教會，也成了他在生命低谷時的支持力量。2012年到2016年間，吳政哲也跟著台少盟走上街頭，接連參與學生運動，包含太陽花學運、反黑箱課綱等。
2016年至2018年間，吳政哲積極參與行政院青年諮詢委員會的工作，其中包含督促政府推動十八歲公民權的議題。
2019年，吳政哲進入乘風少年學園擔任倡議專員，同時也是「臺北市政府南港信義區少年服務中心」培力專員。

## 著作
- 葉大華, 吳政哲, 徐伯瑜，《第一次培力青少年參與政策機制就上手 》（2020，臺灣少年權益與福利促進聯盟，ISBN 9789868661561）